# Eupithecia illepidus
Eupithecia illepidus es una especie de polilla de la familia Geometridae. La especie fue descrita por primera vez por András Mátyás Vojnits habiendo sido descrita en 1992, con distribución en Argentina. El sintipo de la especie fue descrita en los alrededores de El Bolsón, Provincia Rio Negro.
E. illepidus recibe su nombre de la derivación del nombre específico: illepidus = torpe. Tiene gran parecido a otra especie de la región, Eupithecia hastaria del que se distingue principalmente por su morfología genital.